# Delijan
Delījān (farsi دلیجان) è il capoluogo dello shahrestān di Delijan, circoscrizione Centrale, nella provincia di Markazi in Iran. Aveva, nel 2006, una popolazione di 31.852 abitanti. 
La città vanta una grande produzione di tappeti e ha vari siti d'interesse:
- Le grotte di Chal Nakhjir[2]
- Il villaggio di Dodehak con i resti del ponte Shah Abbasi e del caravanserraglio Shah Abbas[3][4]
- Le colonne del tempio di Khorheh[5][6]
- L'area di Jasb, composta da sette villaggi, che si trova a nord-est di Delijan.